# Kalfatring
Kalfatring (af arabisk kalafa  (asfalt)) er i skibsterminologi betegnelsen for det værk, der fylder mellemrummene (nåderne) mellem plankerne ud og gør dem vandtætte. Ordet bruges også om arbejdet med at anbringe eller udbedre dette værk.
Ordet betyder ligeledes det at stoppe værket i nåderne og at gøre værket vandtæt og vejrbestandigt ved at stryge det med beg.